# Haslund (Randers Kommune)
 For alternative betydninger, se Haslund. (Se også artikler, som begynder med Haslund)
Haslund er en by nær Randers med 789 indbyggere  (2025). Haslund var indtil 2006 en satellitby til Randers med 638 indbyggere, men fra 2007 har byen været betragtet som en del af Randers by. Fra 2013 betragtes den igen som en by. Fra Randers Centrum er der seks kilometer mod sydvest til Haslund.
Byen ligger desuden ved Nordjyske Motorvej og Haslund Kirke ligger i Haslund.
Byen ligger i Region Midtjylland og hører under Randers Kommune. Haslund er beliggende i Haslund Sogn.